# Agrologistiek
Agrologistiek is het vervoer, de opslag, de distributie en de regie (besturing, beheersing en organisatie) van de agrostromen - food en non-food - in de gehele agroketen. Deze keten loopt van grondstoffen tot consument, onder andere op de verssector en het diertransport. 
Hierbij zijn de volgende voertuigbewegingen te onderscheiden:
- Toelevering van grondstoffen zoals mengvoeder en meststoffen aan primaire producenten;
- Collectievervoer van het primaire product naar de verwerking (bijvoorbeeld de veiling);
- Verplaatsingvervoer van de verwerkingslocatie naar het distributiecentrum;
- Fijndistributie van het distributiecentrum naar de winkelier en supermarkt.